# Oksana Selekhmetjeva
Oksana Olegovna Selekhmetjeva (russisk: Окса́на Оле́говна Селехме́тьева; født 13. januar 2003 i Kamenka, Penza oblast, Rusland) er en professionel kvindelig tennisspiller fra Rusland.